# Baron Colchester
Pour les articles homonymes, voir Colchester (homonymie).

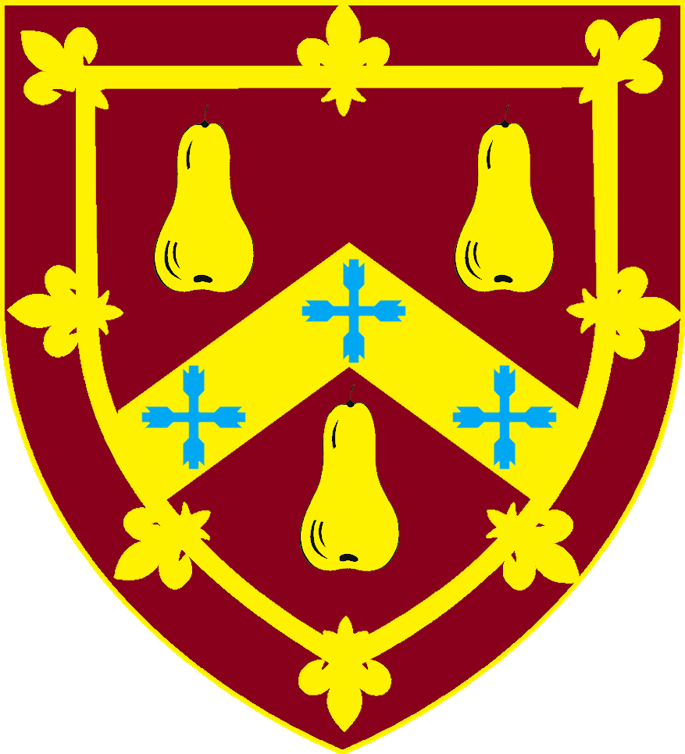
Blason du 1er baron Colchester.

Le titre de baron Colchester, de Colchester dans l'Essex, était un titre de noblesse de la pairie du Royaume-Uni. Le titre est créé le 1er juin 1817 pour le président de la Chambre des communes de 1802  à 1817 Charles Abbot. Le titre s'éteint à la mort du 3e baron, Reginald Charles Edward Abbot, qui n'avait aucun héritiers.

## Baron Colchester (1817)
- Charles Abbot (1er baron Colchester) (1757-1829) ;
- Charles Abbot (2e baron Colchester) (1798–1867) ;
- Reginald Charles Edward Abbot (3e baron Colchester) (1842-1919).